# Sinocanthium shuangqiu
Genre
Espèce
Sinocanthium shuangqiu, unique représentant du genre Sinocanthium, est une espèce d'araignées aranéomorphes de la famille des Cheiracanthiidae.

## Distribution
Cette espèce est endémique du Yunnan en Chine. Elle se rencontre dans le xian de Mengla.

## Description
La femelle holotype mesure 5,02 mm.

## Publications originales
- Zhang, Yu & Li, 2020 : New cheiracanthiid spiders from Xishuangbanna rainforest, southwestern China (Araneae, Cheiracanthiidae). ZooKeys, no 940, p. 51-77.